# 小田原俊彦
小田原 俊彦（おだわら としひこ、1899年（明治32年）10月22日 - 1945年（昭和20年）1月25日）は、日本の軍人。最終階級は海軍少将。
海軍兵学校第48期生で、後の総理大臣となる鈴木貫太郎校長の薫陶を得る。

## 経歴
1899年（明治32年）10月22日、神奈川県横浜市で浜税関吏小田原秀太郎の次男として生まれる（本籍は鹿児島県士族）。
旧制神奈川県立第一横浜中学校を経て、1920年（大正9年）7月、海軍兵学校48期を171名中19番で卒業、少尉候補生。1920年少尉候補生　練習艦隊遠洋航海　司令官：舟越楫四郎　参加艦艇：浅間・磐手　世界周航（南米→アフリカ経由）装甲巡洋艦磐手乗組。1921年（大正10年）6月、少尉任官。12月、水雷校普通科学生。1922年4月、砲術校普通科学生。
1922年7月、日本海軍初の航空母艦である鳳翔艤装員　9月、鳳翔乗組。1923年5月、金剛乗組　8月、迅鯨艤装員、乗組。1923年（大正12年）12月、中尉、霞ヶ浦海軍航空隊に航空術学生として入隊。1925年（大正14年）2月、大尉、霞ヶ浦海軍航空隊分隊長。この頃、山本五十六大佐が砲術から航空に転向して霞ヶ浦航空隊副長に着任、薫陶を得る。1928年（昭和3年）3月、鳳翔分隊長となる。
1932年（昭和5年）第一次上海事変。支那事変従軍記章と功三級金鵄勲章を受ける。11月、新設された航空廠飛行実験部員となる。この頃に終生まで続く頭山満翁との知遇を得る。1932年12月少佐。
1933年（昭和8年）10月、横須賀航空隊飛行隊長/分隊長/教官となる。12月欧州各国出張。ドイツ赴任の海兵同期神重徳との旧交をあたためる。
翌年10月、帰朝。この頃、海軍内で流行していた戦闘機無用論に事変で実戦を経験た見地から反論し、論争に大きな影響を与えた。1年10月、第1航空戦隊参謀。1936年11月、大村航空隊飛行長。1937年（昭和12年）7月、第2連合航空隊参謀。12月、中佐。蒼龍飛行長。この頃に高松宮宣仁親王に航空軍備に関する進講をする。1938年（昭和14年）6月、山本五十六中将の下、航空本部教育部員兼海軍省教育局員(1課)。1940年11月、第11連合航空隊参謀。1941年（昭和16年）10月、大佐。11月、霞ヶ浦航空隊副長兼教頭。1942年（昭和17年）10月、鹿屋航空隊司令。
1944年（昭和19年）1月、塚原二四三中将の下、航空本部第1部第1課長および軍需省航空需品部総務課。8月、第一航空艦隊参謀長赴任。司令長官は寺岡謹平中将。米海軍との決戦部隊として一航艦には大きな期待がかけられ、大本営直轄とされていたが、テニアンの戦いで前司令部が玉砕・壊砕。赴任と同時に次の作戦に備えながら、フィリピンで部隊緊急再建と継続して、マリアナ方面への奇襲続行の任務があった。ダバオ誤報事件・セブ事件の責を問われた寺岡長官が更迭される。1944年10月5日、大西瀧治郎中将が第一航空艦隊司令長官に親補され、10月20日に就任する。フィリピン沖海戦で、大西長官の主導の下、クラーク基地の第761航空隊とマバラカット基地の第201航空隊によって最初の神風特別攻撃隊による作戦が実施された。特攻後、大西長官は福留繁第二航空艦隊長官を説得し第一航空艦隊と第二航空艦隊を統合した連合基地航空隊を編成し、福留長官が指揮官、大西長官が参謀長を務め、小田原は参謀副長となった。部隊の実動機が払底したため、年末には台湾へ司令部ごと再度撤退した。
1945年1月、聯合艦隊附となる。途中、台湾新竹上空で搭乗機を撃墜され、戦死。少将、勲二等旭日重光章。

## 親族
- 戦前内務官僚/満州国官僚で戦後、海上保安庁草創期の警備救難部救難課長小田原三郎は実弟。
- 海兵第62期生石見丈三少佐は義弟。